# Jogos Insulares
Os Jogos Insulares, também conhecidos como (em inglês:  Island Games) ou Jogos Insulares NatWest (NatWest Island Games) por razões de patrocínio, são um evento multidesportivo internacional organizado pela Associação Internacional dos Jogos Insulares.

## História
A primeira edição dos jogos foi realizada em 1985, sob a designação de Jogos Inter-Ilhas (Inter-Island Games), como parte do Ano Internacional do Desporto da Ilha de Man, cujas funções seriam somente desportivas e de intercâmbio. Geoffrey Corlett, o primeiro diretor dos jogos, contactou os territórios insulares envolta dos Reino Unido, e encorajou a participação de outros territórios insulares como as Ilhas Faroé, Gronelândia, Santa Helena, as 4 ilhas do Canal, além de Islândia e Malta que são países independentes.
Inicialmente, quinze ilhas foram representadas por seiscentos atletas e funcionários em sete desportos, e o custo total da realização da primeira edição dos Jogos foi de  £700 mil libras esterlinas. As competições de atletismo eram realizadas numa pista de grama com oito faixas, e atualmente são realizadas nas pistas sintéticas e após a realização com sucesso desta edição foi se comprometido entre os participantes, que os jogos seriam realizados a cada dois anos. 
Guérnesei apresentou a sua candidatura para organizar os jogos de 2021, após a retirada das Ilhas Faroé, que foi aprovada em 2016. Órcades também anunciou que estaria disposta a organizar os jogos de 2023.
Anglesey apresentou a sua candidatura para organizar os jogos de 2025, que foi mencionada na Câmara dos Comuns do Reino Unido pelo parlamentar Albert Owen.

## Edições

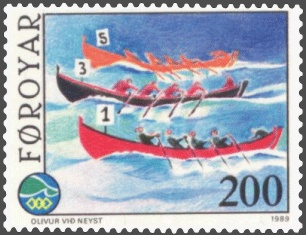
Selo postal faroense de remo, emitido em homenagem aos Jogos Insulares de 1989.

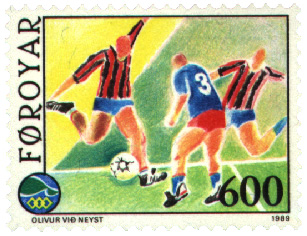
Selo postal faroense de futebol.

| Ano  | Jogos                                | Ilha anfitriã                        | Equipas                              | Atletas                              | Desportos                            |
| ---- | ------------------------------------ | ------------------------------------ | ------------------------------------ | ------------------------------------ | ------------------------------------ |
| 1985 | I                                    | Ilha de Man                          | 15                                   | 700                                  | 7                                    |
| 1987 | II                                   | Guernsey                             | 18                                   | 1 049                                | 9                                    |
| 1989 | III                                  | Ilhas Faroé                          | 15                                   | 800                                  | 11                                   |
| 1991 | IV                                   | Aland                                | 17                                   | 1 700                                | 13                                   |
| 1993 | V                                    | Ilha de Wight                        | 19                                   | 1 448                                | 14                                   |
| 1995 | VI                                   | Gibraltar                            | 18                                   | 1 214                                | 13                                   |
| 1997 | VII                                  | Jersey                               | 20                                   | ~2 000                               | 13                                   |
| 1999 | VIII                                 | Gotland                              | 22                                   | 1 858                                | 14                                   |
| 2001 | IX                                   | Ilha de Man                          | 22                                   | 2 020                                | 15                                   |
| 2003 | X                                    | Guernsey                             | 23                                   | 2 129                                | 15                                   |
| 2005 | XI                                   | Shetland                             | 24                                   | ~2 400                               | 14                                   |
| 2007 | XII                                  | Rodes                                | 25                                   | ~3 000                               | 14                                   |
| 2009 | XIII                                 | Aland                                | 24                                   | ~3 300                               | 14                                   |
| 2011 | XIV                                  | Ilha de Wight                        | 24                                   | 2 306                                | 14                                   |
| 2013 | XV                                   | Bermudas                             | 22                                   | 1 127                                | 14                                   |
| 2015 | XVI                                  | Jersey                               | 24                                   | ~3 000                               | 14                                   |
| 2017 | XVII                                 | Gotland                              | 23                                   | ~3 000                               | 14                                   |
| 2019 | XVIII                                | Gibraltar                            | 22                                   | 1 700                                | 14                                   |
| 2021 | Adiado devido à pandemia de COVID-19 | Adiado devido à pandemia de COVID-19 | Adiado devido à pandemia de COVID-19 | Adiado devido à pandemia de COVID-19 | Adiado devido à pandemia de COVID-19 |
| 2023 | XIX                                  | Guernsey                             | 24                                   | ~3 000                               | 14                                   |
| 2025 | XX                                   | Orkney                               |                                      |                                      |                                      |
| 2027 | XXI                                  | Anglesey                             |                                      |                                      |                                      |
| 2029 | XXII                                 | Ilha de Man                          |                                      |                                      |                                      |

## Participantes
| Ilha                     | Dependência (país)                                | População | Anos             | Ouro | Prata | Bronze | Total |
| ------------------------ | ------------------------------------------------- | --------- | ---------------- | ---- | ----- | ------ | ----- |
| Aland                    | Província autónoma da Finlândia                   | 29 271    | 1985–            | 157  | 172   | 155    | 484   |
| Alderney                 | Dependência da Coroa Britânica                    | 2 020     | 1987, 1993–      | 0    | 2     | 3      | 5     |
| Anglesey                 | Área administrativa do País de Gales              | 69 700    | 1985–            | 27   | 33    | 46     | 106   |
| Bermudas                 | Território britânico ultramarino                  | 64 237    | 2003–            | 88   | 80    | 99     | 267   |
| Frøya                    | Comuna da Noruega                                 | 4 937     | 1985–            | 1    | 1     | 2      | 4     |
| Gibraltar                | Território britânico ultramarino                  | 32 194    | 1987–            | 53   | 58    | 88     | 199   |
| Gotland                  | Condado da Suécia                                 | 58 003    | 1985–            | 243  | 187   | 194    | 624   |
| Groelândia               | Nação constituinte autónoma do Reino da Dinamarca | 56 370    | 1989–            | 17   | 21    | 27     | 63    |
| Guernsey                 | Dependência da Coroa Britânica                    | 63 026    | 1985–            | 382  | 392   | 429    | 1,203 |
| Hébridas Exteriores      | Área administrativa da Escócia                    | 26 900    | 2005–            | 17   | 13    | 22     | 49    |
| Hitra                    | Comuna da Noruega                                 | 4 659     | 1985–1989, 1997– | 3    | 5     | 5      | 13    |
| Ilha de Man              | Dependência da Coroa Britânica                    | 84 497    | 1985–            | 413  | 396   | 407    | 1,216 |
| Ilha de Wight            | Condado da Inglaterra                             | 139 800   | 1985–            | 160  | 154   | 190    | 504   |
| Ilhas Cayman             | Território britânico ultramarino                  | 56 732    | 1999–            | 99   | 73    | 65     | 237   |
| Ilhas Malvinas           | Território britânico ultramarino                  | 2 932     | 1993–            | 1    | 7     | 11     | 19    |
| Ilhas Faroé              | Território dependente do Reino da Dinamarca       | 50 456    | 1985–            | 243  | 187   | 194    | 624   |
| Jersey                   | Dependência da Coroa Britânica                    | 100 080   | 1985–            | 491  | 491   | 444    | 1,426 |
| Minorca                  | Ilha de Espanha                                   | 92 348    | 2007–            | 36   | 34    | 46     | 116   |
| Orkney                   | Área administrativa da Escócia                    | 21 349    | 1985–            | 20   | 37    | 41     | 98    |
| Saaremaa                 | Região da Estónia                                 | 33 307    | 1991–            | 77   | 86    | 77     | 238   |
| Santa Helena             | Território britânico ultramarino                  | 4 534     | 1985–1987, 1997– | 1    | 2     | 3      | 6     |
| Sark                     | Dependência da Coroa Britânica                    | 600       | 1987–2011, 2015– | 3    | 9     | 8      | 20    |
| Shetland                 | Área administrativa da Escócia                    | 23 210    | 1985–            | 48   | 68    | 93     | 209   |
| Ilha do Príncipe Eduardo | Província do Canadá                               | 149 383   | 1991–2007        | 6    | 6     | 9      | 21    |
| Islândia                 | Islândia                                          | 338 450   | 1985–1997        | 50   | 45    | 41     | 136   |
| Malta                    | Malta                                             | 452 215   | 1985–1987        | 6    | 2     | 2      | 10    |
| Rodes                    | Ilha da Grécia                                    | 115 500   | 1999–2011, 2015  | 53   | 52    | 45     | 150   |

As ilhas marcadas com o fundo cinzento retiraram-se de forma voluntária dos Jogos Insulares.

## Desportos
| Desporto                                                                                       | I   | II  | III | IV  | V   | VI  | VII | VIII | IX  | X   | XI  | XII | XIII | XIV | XV  | XVI | XVII | XVIII | Total |
| ---------------------------------------------------------------------------------------------- | --- | --- | --- | --- | --- | --- | --- | ---- | --- | --- | --- | --- | ---- | --- | --- | --- | ---- | ----- | ----- |
| Atletismo                                                                                      | Sim | Sim | Sim | Sim | Sim | Sim | Sim | Sim  | Sim | Sim | Sim | Sim | Sim  | Sim | Sim | Sim | Sim  | Sim   | 16    |
| Badmínton                                                                                      | Sim | Sim | Sim | Sim | Sim | Sim | Sim | Sim  | Sim | Sim | Sim |     | Sim  | Sim | Sim | Sim | Sim  | Sim   | 15    |
| Basquetebol                                                                                    |     |     |     |     |     |     |     | Sim  | Sim | Sim |     | Sim | Sim  | Sim | Sim | Sim | Sim  | Sim   | 8     |
| Ciclismo                                                                                       | Sim | Sim | Sim | Sim | Sim | Sim | Sim | Sim  | Sim | Sim | Sim | Sim |      | Sim | Sim | Sim | Sim  | Sim   | 15    |
| Futebol                                                                                        | Sim |     | Sim | Sim | Sim | Sim | Sim | Sim  | Sim | Sim | Sim | Sim | Sim  | Sim | Sim | Sim | Sim  |       | 15    |
| Ginástica                                                                                      |     |     | Sim | Sim | Sim | Sim | Sim |      | Sim | Sim | Sim |     | Sim  |     | Sim |     | Sim  | Sim   | 10    |
| Golfe                                                                                          |     |     |     | Sim | Sim |     | Sim | Sim  | Sim | Sim | Sim | Sim | Sim  | Sim | Sim | Sim | Sim  |       | 12    |
| Judo                                                                                           |     |     | Sim | Sim | Sim | Sim |     |      |     |     |     | Sim | Sim  |     |     |     |      | Sim   | 6     |
| Lawn bowls                                                                                     |     | Sim |     |     |     |     |     | Sim  |     |     | Sim |     |      |     |     |     |      | Sim   | 3     |
| Natação                                                                                        | Sim | Sim | Sim | Sim | Sim | Sim | Sim | Sim  | Sim | Sim | Sim | Sim | Sim  | Sim | Sim | Sim | Sim  | Sim   | 16    |
| Vela (estão inclusas as provas de prancha à vela*)                                             |     |     |     |     | *   | *   | *   | Sim  | Sim | *   | *   | *   | *    | *   | *   | *   |      |       | 12    |
| Squash                                                                                         |     |     |     |     |     |     |     |      |     |     | Sim |     |      | Sim | Sim |     |      | Sim   | 3     |
| Ténis                                                                                          |     |     |     | Sim | Sim | Sim | Sim | Sim  | Sim | Sim |     | Sim | Sim  | Sim | Sim | Sim | Sim  | Sim   | 12    |
| Ténis de mesa                                                                                  |     | Sim | Sim | Sim | Sim | Sim | Sim | Sim  | Sim | Sim | Sim | Sim | Sim  | Sim |     | Sim | Sim  | Sim   | 14    |
| Tiro com arco                                                                                  |     | Sim | Sim | Sim | Sim | Sim | Sim | Sim  | Sim | Sim | Sim | Sim | Sim  | Sim |     | Sim | Sim  |       | 14    |
| Tiro desportivo                                                                                | Sim | Sim | Sim | Sim | Sim | Sim | Sim | Sim  | Sim | Sim | Sim | Sim | Sim  | Sim | Sim | Sim | Sim  | Sim   | 16    |
| Triatlo                                                                                        |     |     |     |     |     |     |     |      | Sim | Sim |     | Sim |      |     | Sim | Sim | Sim  | Sim   | 5     |
| Voleibol (o comité organizador pode escolher entre o voleibol de campo e o voleibol de praia*) | Sim | Sim | Sim | Sim | Sim | Sim | Sim | Sim  | Sim | Sim | Sim | *   | Sim  | Sim | *   | *   | *    | *     | 16    |
| Desportos totais                                                                               | 7   | 9   | 11  | 13  | 14  | 13  | 13  | 14   | 15  | 15  | 14  | 14  | 14   | 14  | 14  | 14  | 14   | 14    |       |